# Joaquim Sempere i Carreras
Joaquim Sempere i Carreras (Barcelona, 1941) és un escriptor, filòsof, sociòleg, professor i traductor català.
Nascut en el sí d'una família de classe mitjana de l'Eixample de Barcelona, i educat en un ambient liberal, estudià al Liceu Francès, i el 1967 es llicencià en Filosofia a la Universitat de Barcelona. Mentre estudiava, fou detingut i empresonat per raons polítiques. El 1961 ingressà al PSUC, on descobrí la figura del filòsof Manuel Sacristán, i es convertí en un dels seus deixebles més destacats. El 1968 marxà a París, on es graduà en Sociologia per la Universitat de París X Nanterre. El 1972 retornà a Barcelona. Durant uns anys va estar casat amb Montserrat Roig.
Va treballar com a traductor, i paral·lelament, de forma clandestina, entre 1972 i 1975 fou cap de redacció de la revista Treball, l'òrgan de premsa del PSUC. Posteriorment, entre 1976 i 1980, va passar a dirigir la revista teòrica i cultura del partit Nous Horitzons, interessant-se per l'ecologisme, els Països Catalans o moviments com Solidarnosc. S'encarregà de l'escola de formació del partit, i abandonà el PSUC arran de la crisi que va esclatar en el seu Vè Congrés, el gener de 1981. Als anys vuitanta va continuar treballant com a traductor i, posteriorment, exercí de professor d'institut. El 1991 exposà la seva tesi de doctorat sobre la construcció de les necessitats humanes, publicada després com a llibre amb el títol de L'explosió de les necessitats (1992). Fou nomenat professor de Sociologia a la facultat d'Econòmiques de la Universitat de Barcelona.